# Pál-Molnár Elemér
Pál-Molnár Elemér. (Gyergyószentmiklós, 1964. április 3.) magyar geológus, geokémikus, terroir geológus, a Magyar Tudományos Akadémia doktora, egyetemi tanár. 2008-tól a  Szegedi Tudományegyetem Természettudományi és Informatikai Kar Földrajzi és Földtudományi Intézetének vezetője, 2009-től a GeoLitera tudományos könyvsorozat alapító főszerkesztője. Kutatásai előterében a magmás kőzettan és geokémia, a magmás folyamatok értelmezése és az értelmezésben rejlő regionális korrelációs lehetőségek vizsgálata,  valamint a terroir geológia áll. 1995-ben, illetve 2023-ban alapítója, és azóta is vezetője a „Vulcano” Kőzettani és Geokémiai és a GeoTerroir Kutatócsoportoknak.

## Életpályája
Pál-Molnár Elemér egyetemi tanulmányait a Iaşi-i Alexandru Ioan Cuza Tudományegyetemen kezdte, majd a kolozsvári Babeş-Bolyai Tudományegyetemen fejezte be, ahol 1988-ban okleveles geológus és geofizikus mérnöki diplomát szerzett. 
Egyetemi tanulmányait követően, 1988–1990 között kutatógeológusként dolgozott a Hargita Geológiai Kutató és Feltáró Vállalatnál (IPEG), Gyergyószentmiklóson, kutatási témái a Keleti-Kárpátok kristályos mezozoos övének geológiai térképezése, a Tölgyesi-sorozatot vizsgáló szerkezeti fúrások dokumentálása, valamint a Ditrói Alkáli Masszívum É-i részének (Orotva) földtani térképezése voltak.
1991–1992 között tanársegéd a szegedi JGYTF Földrajz Tanszékén. 1992-től a JATE Ásványtani, Geokémiai és Kőzettani Tanszékének munkatársa lett. Itt végigjárta a ranglétrát, tanszéki munkatárs, tudományos szakreferens, egyetemi adjunktus, egyetemi docens, 2001-től 2021-ig tanszékvezető-helyettes, 2009-ben megbízott tanszékvezető. PhD-doktori címét 1998-ban a szegedi József Attila Tudományegyetemen szerezte meg. 2019-ben a Szegedi Tudományegyetemen habilitált. 2023-tól az MTA doktora, 2024-től egyetemi tanár. 2008-tól napjainkig a Földrajzi és Földtudományi Intézet vezetője. 
Az MTA Geokémiai, Ásvány- és Kőzettani Tudományos Bizottságának tagja, 2021-től az MFT Ásványtani, Kőzettani és Geokémiai Szakosztályának és Alföldi Területi Szervezetének elnöke.

### Oktatói tevékenysége
Oktatási területe: Ásványtan; Rendszeres ásványtan; A Föld belső folyamatai; Magmás és metamorf kőzettan; Vulkanológia; Petrotektonika; Nyersanyagkutatás, Magyar borvidékek geológiája és kultúrája.

### Publikációs tevékenysége
Közel négyszáz közlemény szerzője/társszerzője.

## Könyvei
- A ditrói szienitmasszívum kialakulása a földtani megismerés tükrében; MTA SZAB, Szeged, 1994 (A Magyar Tudományos Akadémia Szegedi Akadémiai Bizottságának kiadványai)
- Hornblendites and diorites of the Ditró Syenite Massif; Department of Mineralogy, Geochemistry and Petrology University of Szeged, Szeged, 2000
- Negyven pillanat; Geol Art Bt., Szeged, 2004
- Völgybe zárt idő; Geol Art Bt., Szeged, 2011
- Az ásványok művészete; fotó András Eduárd, Biszak Szabolcs, Pál-Molnár Elemér; SZTE TTIK Földrajzi és Földtani Tanszékcsoport, Szeged, 2013 (GeoLitera)

## Díjai, elismerései
- 2023 – Szegedi Tudományegyetem TTIK Aranykréta Díj
- 2021– Magyarhoni Földtani Társulat Szepesházy Kálmán Díja
- 2015 – Magyarhoni Földtani Társulat Lóczy Lajos Emlékplakett
- 1994 –1995: MTA SZAB, Föld- és Környezettudományi Szakbizottság Díja
- 1995 – MTA Földtudományi Szakbizottságának Szádeczky-Kardoss Elemér Díja